# Жуковський район (Брянська область)
Жу́ковський муніципа́льний райо́н — адміністративна одиниця на півночі Брянської області Росії. Адміністративний центр — місто Жуковка.

## Географія
Площа району - 1114 км². Основні річки - Десна, Ветьма.

## Історія
Район був утворений в 1929 році. 5 липня 1944 року Указом  Президії Верховної Ради СРСР була утворена Брянська область, до складу якої, поряд з іншими, був включений і Жуковський район.

## Демографія
Населення району становить 39 тис. чоловік, у тому числі в міських умовах проживають близько 19 тис. Усього налічується 89 населених пунктів.